# ヴァシル・ロブジャニゼ
ヴァシル・ロブジャニゼ（グルジア語: ვასილ ლობჟანიძე, ラテン文字転写: vasil lobzhanidze、1996年10月14日 - ）は、プロD2オヨナ・ラグビーに所属するラグビーユニオン選手。

## プロフィール
- ジョージア・トビリシ出身。
- ポジションはスクラムハーフ(SH)。
- 身長 176cm、体重 76kg
- U20ジョージア代表に選ばれたことがある[1]。
- ジョージア代表キャップは84（2025年1月現在）でラグビーワールドカップ2015・ラグビーワールドカップ2019・ラグビーワールドカップ2023のジョージア代表に選ばれた[2]。

## 略歴
RCアルマジ・トビリシを経て、2016年、CAブリーヴに加入。 
RCトゥーロンを経て、2024年、オヨナに加入。